# Onthophagus varius
Onthophagus varius är en skalbaggsart som beskrevs av D'orbigny 1913. Onthophagus varius ingår i släktet Onthophagus och familjen bladhorningar. Inga underarter finns listade i Catalogue of Life.